# Juhani Katainen
Reino Paavo Juhani Katainen, född 30 november 1941 i Rovaniemi, är en finländsk arkitekt. 
Katainen utexaminerades från Tekniska högskolan i Helsingfors 1965, startade en egen arkitektbyrå 1968, var speciallärare vid nämnda högskola 1969–1998 som speciallärare vid Tekniska högskolan. År 1988 blev han professor i arkitektur vid Tammerfors tekniska högskola, där han tjänstgjorde som avdelningschef från 1992. 
Av Katainens verk kan nämnas Vasa församlingskapell (1968–1972), Myrbacka vattentorn (1973), Kuopio universitets byggnadsfaser 1–3, Mediteknia och botaniska trädgården med växthus (1978–1991), Östra centrums metrostation i Helsingfors (1972–1980), Orion yhtymä Oy:s verksamhetscenter i Esbo (1981–2000), Lapplands universitets byggnadsfaser 1 och 2 (1983–2000) i Rovaniemi, Finlands filmstiftelse på Skatudden (1984–1985), Kuopio stads kanslihus (1985–1988), Yrkesinstitutet Amiedu i Helsingfors (1989–1999), Helsingfors universitets biocentrum (1992) och Stora Enso Oyj:s forskningscentrum i Imatra (1998) samt ett flertal områdes- och stadsplaner.